# Al Bunayyāt ash Shamālīyah
Al Bunayyāt ash Shamālīyah är en del av en befolkad plats i Jordanien.   Den ligger i guvernementet Amman, i den centrala delen av landet, 9 km sydväst om huvudstaden Amman. Al Bunayyāt ash Shamālīyah ligger 942 meter över havet och antalet invånare är 5 579.
Terrängen runt Al Bunayyāt ash Shamālīyah är platt åt sydost, men åt nordväst är den kuperad. Runt Al Bunayyāt ash Shamālīyah är det mycket tätbefolkat, med 1 221 invånare per kvadratkilometer. Närmaste större samhälle är Amman, 8,7 km nordost om Al Bunayyāt ash Shamālīyah. Runt Al Bunayyāt ash Shamālīyah är det i huvudsak tätbebyggt.